# Russell Brower
Pour les articles homonymes, voir Brower.
Russell Brower est un compositeur américain trois fois vainqueur des Emmy Award. Il s'occupe de la réalisation sonore de la série animée Animaniacs ainsi que des jeux World of Warcraft : The Burning Crusade, World of Warcraft : Wrath of the Lich King, World of Warcraft : Cataclysm, World of Warcraft : Mist of Pandaria, World of Warcraft : Warlords of Draenor, World of Warcraft: Legion, ainsi que Diablo III et Starcraft II. Il a été le directeur musical de Blizzard Entertainment jusqu'en juillet 2017.

## Discographie
- World of Warcraft: Legion
- World of Warcraft: Warlords of Draenor (2014)
- Diablo III: Reaper of Souls (2014)
- Hearthstone: Heroes of Warcraft (2014)
- StarCraft II: Heart of the Swarm (2013)
- World of Warcraft: Mists of Pandaria (2012)
- Diablo III[3] (2012)
- Starcraft II: Wings of Liberty (2010)
- World of Warcraft: Cataclysm (2010)
- World of Warcraft: Wrath of the Lich King[4] (2008)
- World of Warcraft: The Burning Crusade (2007)
- Delta Force: Black Hawk Down
- Joint Operations: Typhoon Rising